# Renegade X
Renegade X — тактическая видеоигра в жанре шутера от первого и третьего лица с элементами стратегии в реальном времени, созданная компанией Totem Arts. Это бесплатный, сделанный фанатами ремейк Command & Conquer: Renegade, которая сама была спин-оффом стратегической серии Command & Conquer, изданной Westwood Studios, а позже Electronic Arts (EA). Разработчики ввели открытую бета-версию 26 февраля 2014 года.

## Игровой процесс
Renegade X — тактический шутер с элементами стратегии в реальном времени. В игре 64 сервера, на которых представлены две уникальные фракции — Глобальная оборонная инициатива и Братство Нод, каждая из которых имеет свой состав, включающий десятки классов пехоты с настраиваемым снаряжением и 15 транспортных средств. Игроки могут менять классы или заказывать транспортные средства, используя кредиты, которые зарабатываются различными способами. Цель игры — уничтожить базу команды противника, защищая при этом свою собственную, причём каждое сооружение на базе имеет определенное назначение, потеря которого негативно сказывается на команде противника.

## Разработка
Totem Arts была сформирована Билалом Хадж-Бакри и Вакасом Икбалом как команда добровольцев в 2006 году с целью создания ремейка Command & Conquer: Renegade в качестве мода для Unreal Tournament 3. Мод был выпущен в 2009 году и получил множество наград. В 2010 году Totem Arts решила сделать полноценную самостоятельную версию и в январе 2012 года выпустила однопользовательскую мини-кампанию под названием Operation Black Dawn (другое название — Renegade X: Black Dawn).

## Восприятие
За время своей разработки Renegade X получила шесть наград, включая «#2 Лучший набор транспортных средств» на конкурсе Making Something Unreal Contest, «#3 Лучшая новая модификация» на Mod of the Year 2008, «#4 Лучшая машинима» и «#2 Лучший мультиплеер» на Mod of the Year 2009. Вопреки опасениям сообщества, Totem Arts получила поддержку и одобрение от EA Games, а также от бывших разработчиков студии Westwood, а в рецензиях игра была названа «высококачественным экшеном и развлекательной ценностью крупнобюджетной игры AAA».
В 2012 году редактор журнала UPgrade отметил в своем обзоре, что Totem Arts сделали ремейк внешне ещё более похожим на оригинальную стратегию, чем это получилось у самой Westwood Studios.
В 2014 году Renegade X была названа PC Gamer в числе «десяти лучших фанатских переделанных классических игр, в которые вы можете играть бесплатно прямо сейчас».